# Heinz Wiese (Politiker, 1923)
Heinz Wiese (* 9. September 1923 in Recklinghausen; † 5. Dezember 2005) war ein deutscher Politiker der SPD.

## Ausbildung und Beruf
Nach dem Besuch der Volksschule und Oberrealschule absolvierte Heinz Wiese von 1939 bis 1941 eine Verwaltungslehre beim Landratsamt Recklinghausen. Von 1941 bis 1945 leistete er den Kriegsdienst ab. 1953 legte er die erste Verwaltungsprüfung, 1955 die zweite Verwaltungsprüfung ab. Von 1945 bis 1974 war er Angestellter bzw. Beamter bei der Kreisverwaltung Recklinghausen und der Stadtverwaltung Westerholt, zuletzt als Stadtdirektor. 1975 wurde Wiese durch die kommunale Neugliederung und Annahme des Landtagsmandates gemäß Landesrechtsstellungsgesetz Stadtdirektor a. D.

## Politik
Heinz Wiese war ab 1967 Mitglied der SPD. Ab 1974 wurde er stellvertretender Vorsitzender des Ortsvereins Westerholt und Vorstandsmitglied des SPD-Stadtverbandes Herten. Er war Vorsitzender des Deutschen Roten Kreuzes, Ortsverein Westerholt/Bertlich.
Heinz Wiese war vom 28. Mai 1975 bis zum 28. Mai 1980 direkt gewähltes Mitglied des 8. Landtages von Nordrhein-Westfalen für den Wahlkreis 095 Recklinghausen-Land III.